# Portnellan

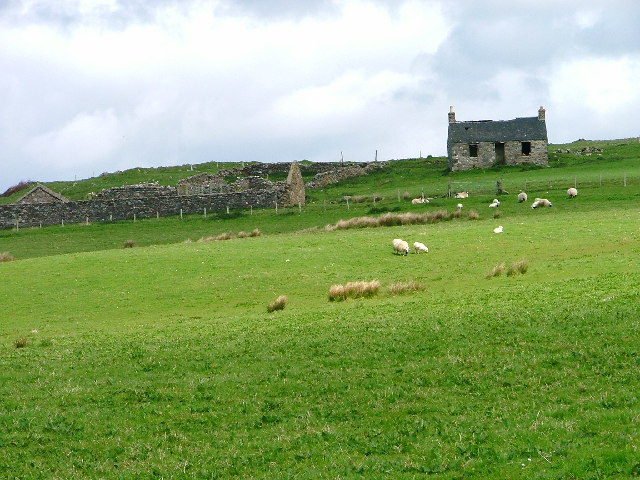
Ruinen von Portnellan

Portnellan, auch Portnallan oder Portaneilean, ist eine aufgegebene Ortschaft im Nordosten der schottischen Hebrideninsel Islay. Portnellan befand sich am nordöstlichen Kopf von Loch Finlaggan etwa 3,5 Kilometer westlich von Port Askaig und zwölf Kilometer nordöstlich von Bowmore, dem Hauptort der Insel. Die nächstgelegenen Ortschaften waren die heute ebenfalls aufgegebenen Siedlungen Mulreesh im Osten und Shinghart im Südwesten. Portnellan war der Endpunkt eines Weges, der bei Keills von der heutigen A846 abzweigt, deren Verlauf in etwa einem der damaligen Hauptwege der Insel entspricht, und über Mulreesh führte. Bei der Volkszählung im Jahre 1841 lebten in Portnellan noch 141 Personen. Zehn Jahre später war die Einwohnerzahl leicht auf 132 Personen gesunken. Heute sind auf dem Gebiet von Portnellan noch ein bewohntes Gebäude sowie das Besucherzentrum für die Ruinen von Finlaggan Castle zu finden, die Ortschaft existiert jedoch nicht mehr.

## Geschichte
Von dem südlich auf einer Insel in Loch Finlaggan gelegene Finlaggan Castle aus herrschten der Clan MacDonald bis zum Ende des 15. Jahrhunderts als Lords of the Isles über die Inseln der Hebriden und Teile der Highlands. Portnellan entstand als Wohnsiedlung für das Burgpersonal. Hieran erinnert noch der Ortsname, der sich von Port an eilean herleitet, was Hafen der Insel bedeutet und den Ort des Bootsanlegers zum Übersetzen auf die Insel Eilean Mor, auf der sich die Burganlagen befanden, markiert. Nach dem Zusammenbruch des MacDonald-Reiches wurden die Gebäude landwirtschaftlich genutzt. In der Ortschaft befindet sich ein 11 m × 6 m messendes Areal, das einst als Friedhof, wahrscheinlich für das Personal von Finlaggan Castle, diente. Grabsteine sind dort heute nicht mehr zu sehen. Wie an vielen Orten im Nordosten Islays wurde auch in Portnellan Blei gefördert. In der Umgebung sind heute noch die Überreste verschiedener Schächte zu finden.

## Umgebung

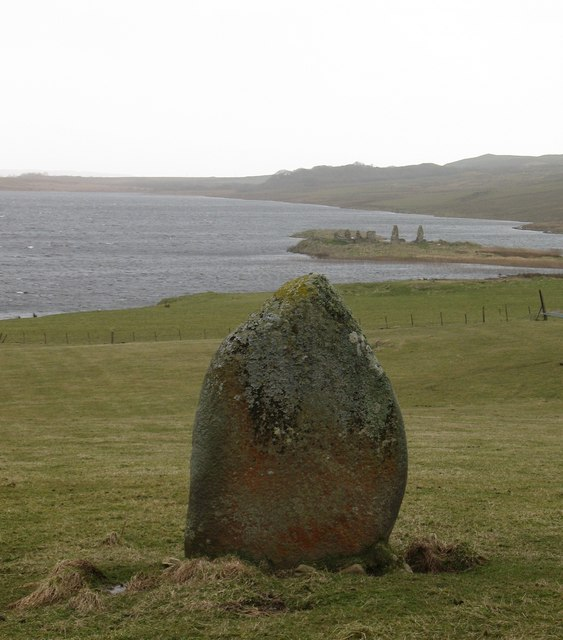
Stehender Stein in Portnellan

Zu den ältesten Funden in der Umgebung von Portnellan zählt ein Cairn. Dieser besitzt eine vier Meter lange und 50–70 cm breite Kammer, in welcher bronzezeitliche Pfeilspitzen gefunden wurden. Das Grab wurde wahrscheinlich später geplündert, worauf die Anwesenheit torfiger Erdklumpen und der Fund eines eisenzeitlichen Artefakts hindeuten. Im Zuge der Grabungen wurden im Umfeld hunderte Pfeilspitzen entdeckt, bei welchen es sich um die ehemaligen Grabbeigaben handeln könnte. In der Umgebung von Portnellan sind zwei Menhire zu finden. Der unmittelbar in Portnellan befindliche Stein ragt 2 m von einer Grundfläche von 1,40 m × 0,70 m in die Höhe. Möglicherweise war dieser Stein Teil einer größeren Megalithanlage. Der östlich gelegene zweite Stein liegt heute flach auf der Erde und hätte bei aufrechtem Stand eine Höhe von 1,80 m aufgewiesen.